# Centrale thermique Bowen
La centrale Bowen est une centrale thermique alimentée au charbon située dans l'État de Géorgie aux États-Unis.